# Teixeira (Baião)
Teixeira ist ein Ort und eine ehemalige Gemeinde im Norden Portugals.
Teixeira gehört zum Kreis Baião im Distrikt Porto. Die Gemeinde hatte eine Fläche von 21,6 km² und 595 Einwohner (Stand 30. Juni 2011).
Am 29. September 2013 wurden die Gemeinden Teixeira und Teixeiró zur neuen Gemeinde União das Freguesias de Teixeira e Teixeiró zusammengefasst. Teixeira ist Sitz dieser neu gebildeten Gemeinde.

## Bauwerke
- Pelourinho de Rua